# Nabi Mammadov
Pour les articles homonymes, voir Mammadov.
Nabi Mammadov, né le 7 août 1991, est un sambiste azerbaïdjanais, médaillé de bronze des championnats d'Europe de sambo 2018.
Nabi Mammadov a joué pour la première fois aux championnats du monde de sambo 2013. Mammadov, qui a ensuite participé aux championnats d'Europe de sambo en 2016, a terminé 5e. Nabi Mammadov a participé aux Championnats d'Europe de Sambo 2018 et a remporté la médaille de bronze,.